# Mikołajek kreteński
Mikołajek kreteński (Eryngium creticum Lam.) – gatunek roślin z rodziny selerowanych (Apiaceae). Rośnie dziko w basenie Morza Śródziemnego: w Albanii, Bułgarii, Grecji, Macedonii Północnej, Czarnogórze, Słowenii, Cyprze, Egipcie, Iraku, Izraelu, Jordanii, Libanie, Syrii i Turcji.

## Morfologia i biologia

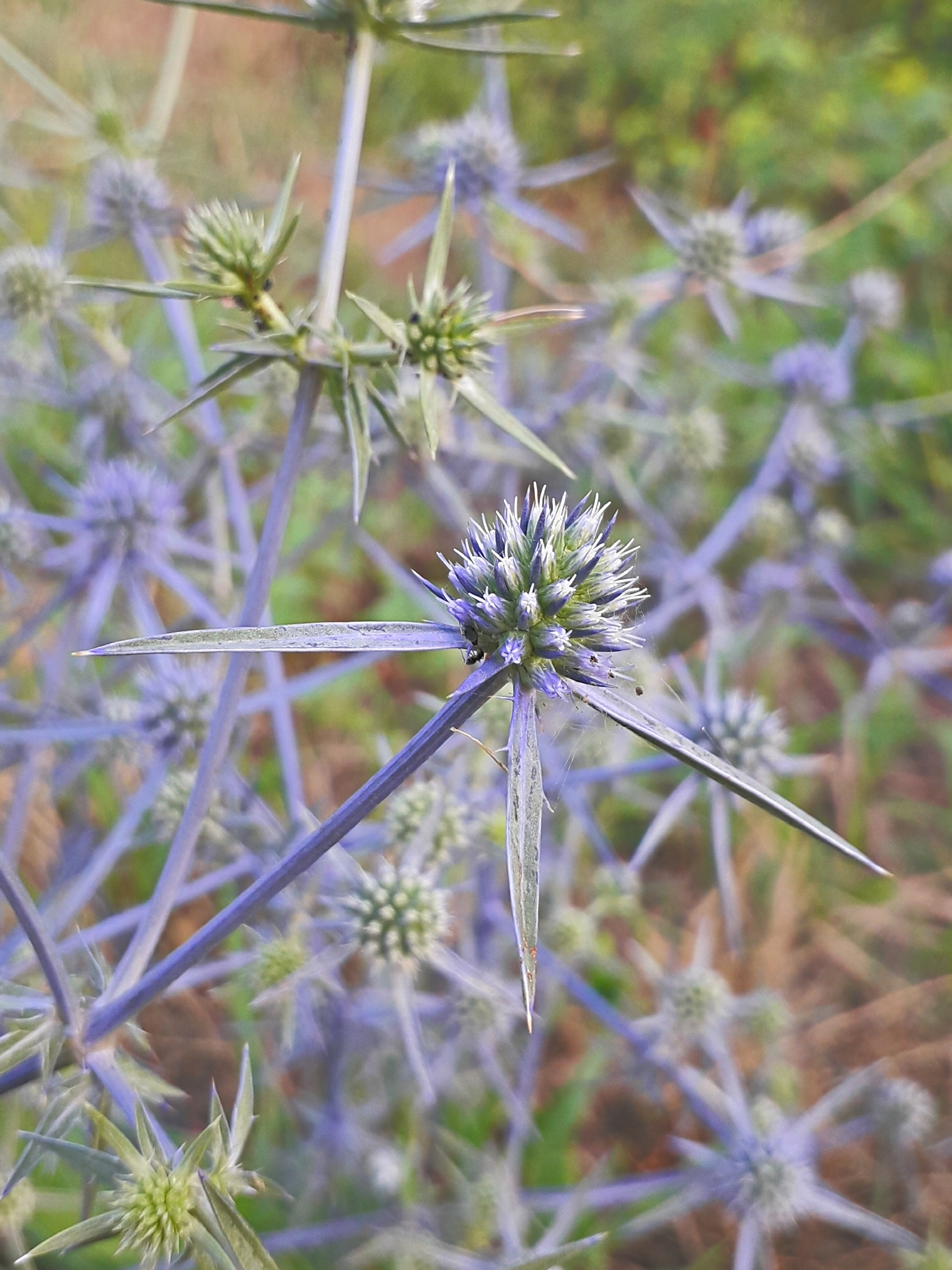
Kwiatostan

Bylina o bardzo rozgałęzionych pędach. Cała ma niebiesko-fioletowy kolor. Rośnie w zbiorowiskach roślinnych typu frygana, na opuszczonych polach uprawnych i ogrodach, na poboczach dróg, na pustyniach. Osiąga wysokość 25–100 cm. Liście wydłużone, z kolcami po bokach. Kwiaty niebiesko-białe, zebrane w kuliste, rozproszone na roślinie główki. Kwitnie od maja do sierpnia. Owoce o kształcie od eliptycznego do odwrotnie jajowatego

## Zastosowanie
- Młode okazy, wiosną, gdy są jeszcze miękkie i soczyste nadają się do spożycia, później stają się zdrewniałe i bardzo gorzkie[6].
- W medycynie ludowej jest rośliną leczniczą. Wywar z suszonych łodyg używany jest doustnie podczas kaszlu i chorób nerek[5].
- W Jordanii jest stosowany jako antidotum przy ukąszeniach skorpionów, oraz do leczenia hiperglikemii[5].
- Jest spożywany przez Żydów podczas święta Paschy. Mają oni obowiązek spożywać mięso z gorzkimi ziołami dla przypomnienia, że „Egipcjanie uczynili gorzkim życie ich przodków w Egipcie”, a od czasu, gdy faraon wydał rozkaz zabijania noworodków płci męskiej stało się tak bardzo nie do zniesienia, jak niemożliwe do spożycia wydają się gorzkie zioła[6]. Wykaz tych gorzkich ziół znajduje się w Misznie, i jest wśród nich mikołajek kreteński, który w Izraelu występuje pospolicie[5]. W tym sensie, jako „gorzkie zioła” gatunek ten wymieniany jest także w Biblii[6].
- W Izraelu i sąsiednich państwach jest uprawiany w doniczkach i sprzedawany jako przyprawa[6].